# Call Girl (2012)
Call Girl ist ein schwedisches Filmdrama aus dem Jahr 2012. Der Film basiert auf dem realen „Bordellhärvan“-Skandal in den 1970er-Jahren, bei dem verschiedene wichtige schwedische Politiker mit einem Prostitutionsskandal, an dem auch minderjährige Mädchen beteiligt waren, in Verbindung gebracht wurden. Im damaligen Stockholm spielten progressive Ideen, wie die Frauenrechtsbewegungen und die sexuelle Revolution, eine große Rolle.

## Handlung
Die vierzehnjährige Iris läuft regelmäßig von zu Hause weg und landet in einem Jugendheim. Die Jugendliche geht abends oft heimlich mit ihrer Freundin Sonja in die Stadt. Als sie Frau Dagmar Glans trifft, wird sie für ihren Prostitutionsbetrieb angeworben. Dagmar liefert reichen und mächtigen Männern, wie zum Beispiel hochrangigen Politikern, schöne junge Mädchen.
Im anderen Handlungsstrang wird gezeigt, wie der junge Polizist John Sandberg Dagmars Escortagentur untersucht. Dabei wird er jedoch gestört und sogar mit dem Tod bedroht.

## Rezeption
Der Film wurde im Allgemeinen positiv aufgenommen und gewann den FIPRESCI-Discovery-Preis beim Toronto International Film Festival 2012. Beim Stockholm International Film Festival im November 2012 gewann er den Publikumspreis. Bei der Guldbagge-Verleihung am 21. Januar 2013 war Call Girl elf Mal nominiert und gewann vier Mal (für beste Kamera, bestes Produktionsdesign, besten Ton und bestes Kostümdesign).
Der Filmstil wurde oft mit dem von Dame, König, As, Spion verglichen, an dem sowohl Regisseur Marcimain als auch Kameramann Van Hoytema beteiligt waren.

## Kontroverse
In Schweden wurde der Film kontrovers diskutiert, weil die Handlung auf den Prostitutionsgerüchten über den Justizminister Lennart Geijer basiere. Daneben erwecke der Film den Eindruck, als ob Ministerpräsident Olof Palme Sex mit minderjährigen Prostituierten gehabt habe. Palmes Sohn versuchte, die Filmemacher zu verklagen, die Klage wurde jedoch als unbegründet abgewiesen. Später wurde die Szene mit dem fiktiven Ministerpräsidenten stark gekürzt.